# Буики
Буики (порт. Buíque) — муниципалитет в Бразилии, входит в штат Пернамбуку. Составная часть мезорегиона Сельскохозяйственный район штата Пернамбуку. Входит в экономико-статистический микрорегион Вали-ду-Ипанема. Население составляет 49 937 человек на 2007 год. Занимает площадь 1345 км². Плотность населения — 37,13 чел./км².

## История
Город основан в 1854 году.

## Статистика
- Валовой внутренний продукт на 2005 год составляет 123 710 000,00 реалов (данные: Бразильский институт географии и статистики).
- Валовой внутренний продукт на душу населения на 2005 год составляет 2579,00 реалов (данные: Бразильский институт географии и статистики).
- Индекс развития человеческого потенциала на 2000 год составляет 0,575 (данные: Программа развития ООН).

## География
В соответствии с классификацией Кёппена, климат относится к категории BShW.